# Mott (North Dakota)
Mott ist ein Dorf und County Seat im Hettinger County im US-Bundesstaat North Dakota. Mott hat 653 Einwohner auf einer Fläche von 2,3 km2. Mott wurde 1904 gegründet und besitzt mit dem Mott Municipal Airport einen eigenen Flughafen. Das Dorf liegt am North Dakota Highway 8 und am North Dakota Highway 21.